# Озарённый
Озарённый — посёлок в Почепском районе Брянской области, входит в состав Краснорогского сельского поселения.

## История
В 1964 г. Указом Президиума ВС РСФСР поселок усадьбы отделения № 1 совхоза «Пятилетка» переименован в Озаренный.

## Население
| 2010 | 2013 |
| ---- | ---- |
| 641  | ↘638 |